# Once Was Not
Once Was Not är det kanadensiska technical death metal-bandet Cryptopsys femte studioalbum, utgivet i oktober 2005 på Century Media Records och i Japan på Victor i december samma år. Albumet föregicks av en singel med samma namn.
Skivan är bandets tredje och sista med vokalisten Lord Worm, som återanslutit till bandet efter Martin Lacroix avhopp. Gitarristen Jon Levasseur hade lämnat Cryptopsy året innan, men bidrog ändå med gitarrspel på albumet.
Once Was Not innebar även bandets första musikvideo till spåret "The Pestilence That Walketh in Darkness (Psalm 91:5-8)".

## Låtlista
1. "Luminum" (instrumental) – 1:45
2. "In the Kingdom Where Everything Dies, the Sky Is Mortal" – 5:21
3. "Carrionshine" – 3:22
4. "Adeste Infidelis" – 4:38
5. "The Curse of the Great" – 5:21
6. "The Frantic Pace of Dying" – 4:33
7. "Keeping the Cadaver Dogs Busy" – 5:58
8. "Angelskingarden" – 7:07
9. "The Pestilence That Walketh in Darkness (Psalm 91:5-8)" – 3:26
10. "The End" (instrumental) – 2:49
11. "Endless Cemetery" – 5:20

Bonusspår på japanska utgåvan
1. "Cold Hate, Warm Blood" (Live) – 4:14
2. "We Bleed" (Live) – 6:03

## Medverkande
Musiker
- Lord Worm – sång
- Alex Auburn – gitarr, bakgrundssång
- Éric Langlois – basgitarr
- Flo Mounier – trummor, bakgrundssång

Bidragande musiker
- Miguel Roy – ljudklipp
- Jon Levasseur – gitarr
- Ange Curcio – slagverk

Produktion
- Sébastien Marsan – producent, inspelningstekniker, mixning
- Ange Curcio – trumtekniker
- U. E. Nastasi – mastering
- Martin Lacroix – albumkonst, illustrationer
- François Quévillon – albumkonst, design
- Filip Ivanović – albumkonst